# Asnois, Vienne

Asnois este o comună în departamentul Vienne, Franța. În 2009 avea o populație de 144 de locuitori.